# Natale in Grecia

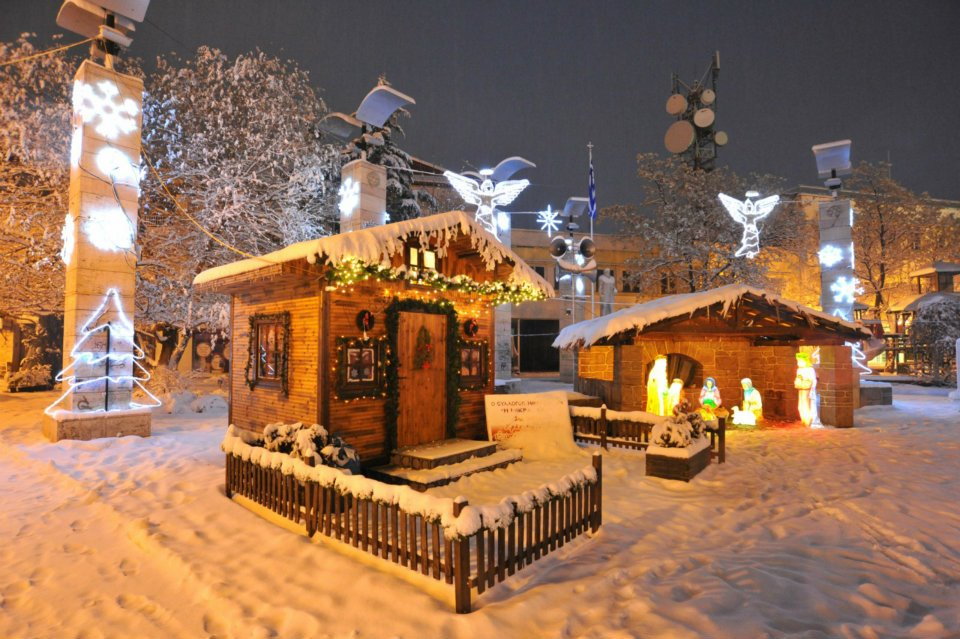
Presepe a Ptolemais

Questa voce descrive le principali tradizioni natalizie della Grecia, oltre agli aspetti storici e socio-economici della festa.

## Informazioni generali
In Grecia, il periodo natalizio è in genere compreso tra il 6 dicembre e l'8 gennaio.

## Il termine per "Natale" in greco
Il termine greco per indicare il Natale è Χριστούγεννα (Christoúgenna), un vocabolo in cui è chiaramente inclusa la parola "Cristo".
La formula d'augurio è Καλά Χριστούγεννα! (Kalá Christoúgenna).

## Tradizioni popolari

### Decorazioni

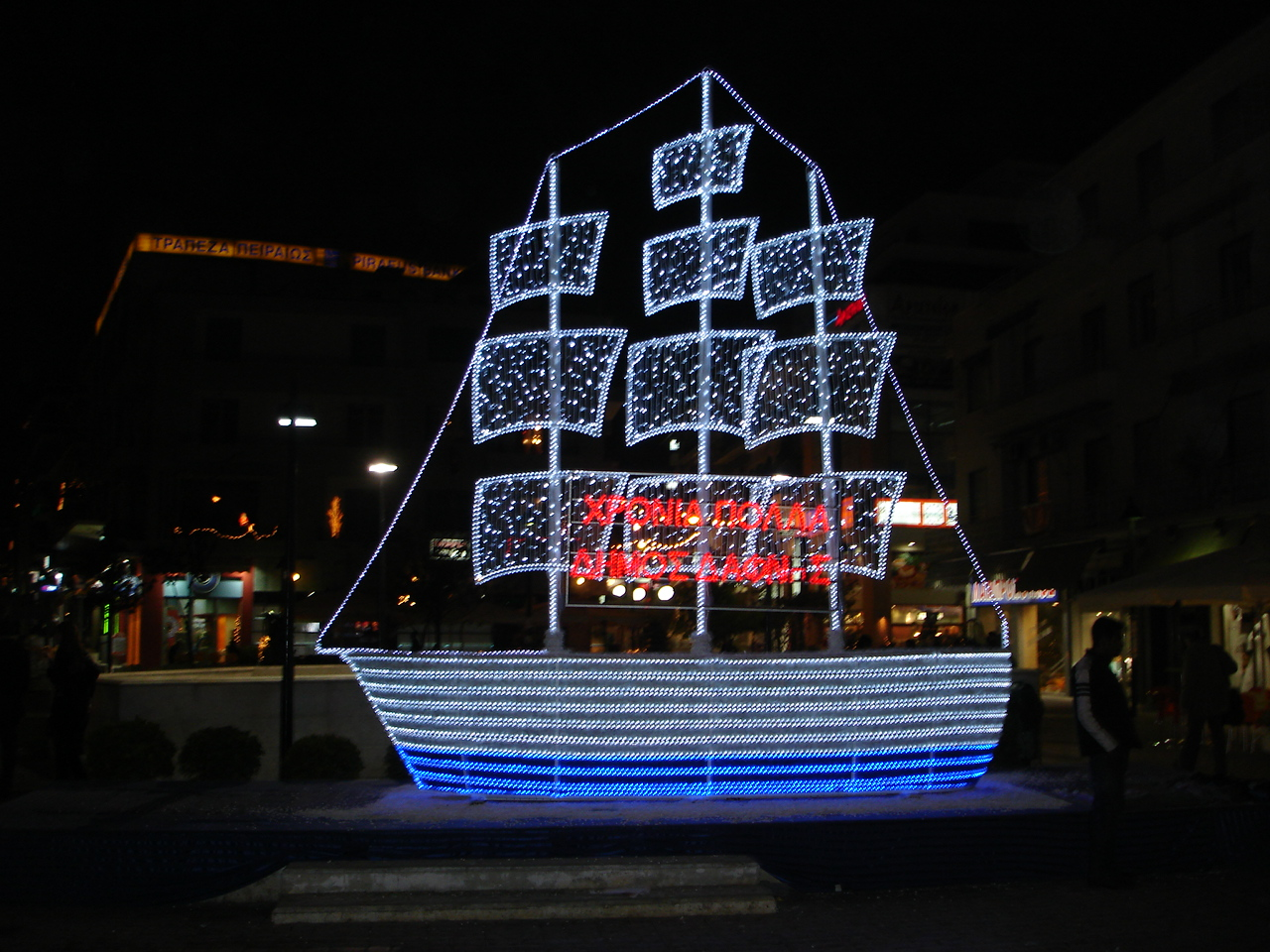
Nave decorata in occasione del Natale in Grecia

Prima che la Grecia adottasse, per influsso straniero, l'albero di Natale, decorazioni tradizionali del periodo natalizio erano delle barche a vela in legno decorate con tondini scintillanti. o dei rametti di basilico avvolti in una croce di legno.
Al giorno d'oggi, la tradizione delle navi decorate rivive come attrazione turistica nelle gigantesche navi che vengono erette al posto degli alberi di Natale in Piazza Aristotele a Tessalonica.

### Personaggi del folclore

#### Portatori di doni
Tra i popolari portatori di doni del periodo natalizio in molte zone della Grecia, vi è San Nicola, che è, tra l'altro, il protettore dei marinai e dei bambini.

#### Kallikantzaroi
Secondo le credenze popolari greche, durante i Dodici Giorni di Natale uscirebbero dalle viscere della terra, dopo aver divorato l'albero che regge il mondo, dei mostri noti come kallikantzaroi.
Per difendersi dai kallikantzaroi vengono essere adottati vari accorgimenti, tra cui quello di tenere sempre acceso il ceppo di Natale.
|  |

## Gastronomia

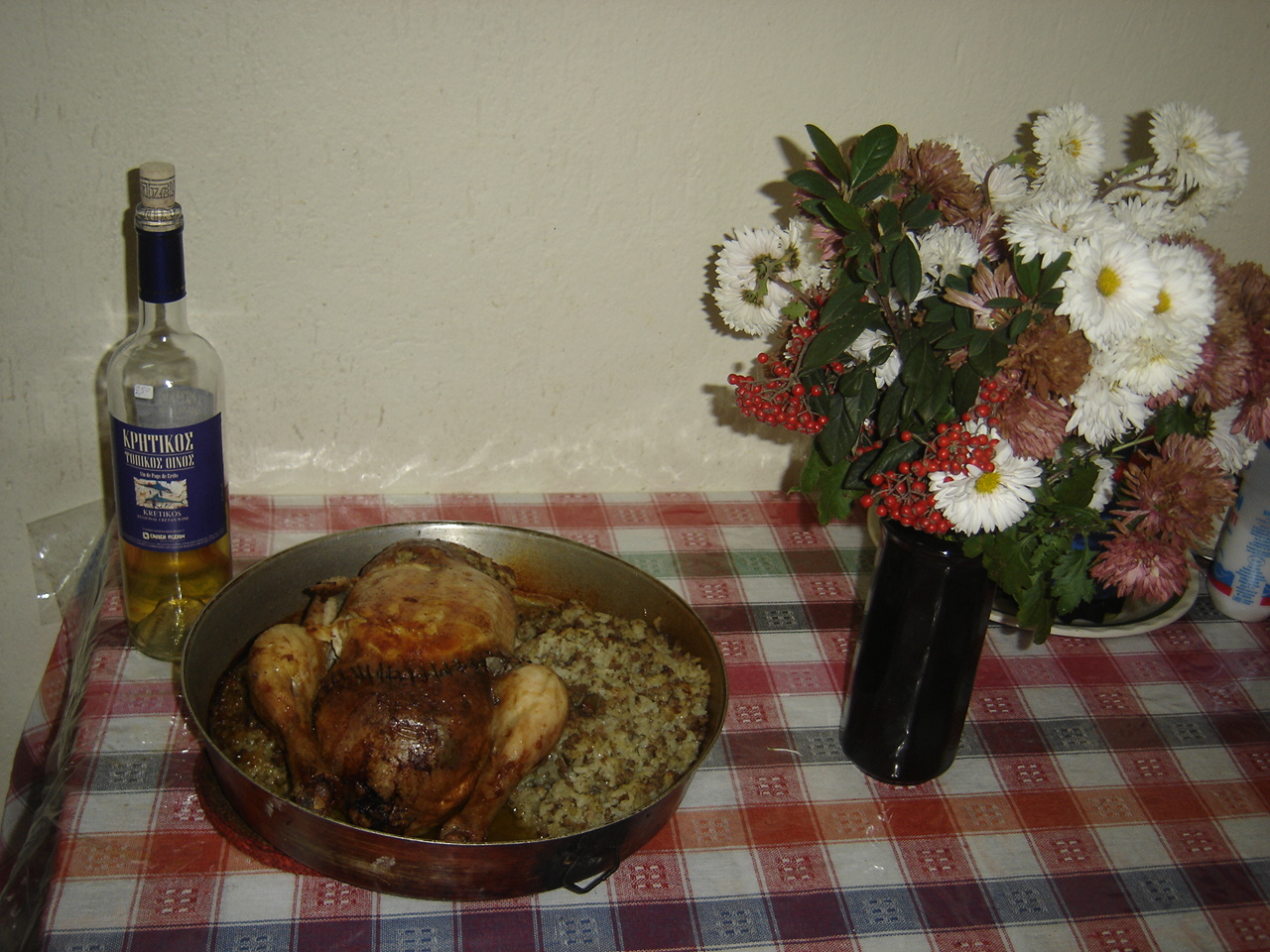
Del pollo servito durante il periodo natalizio in Grecia

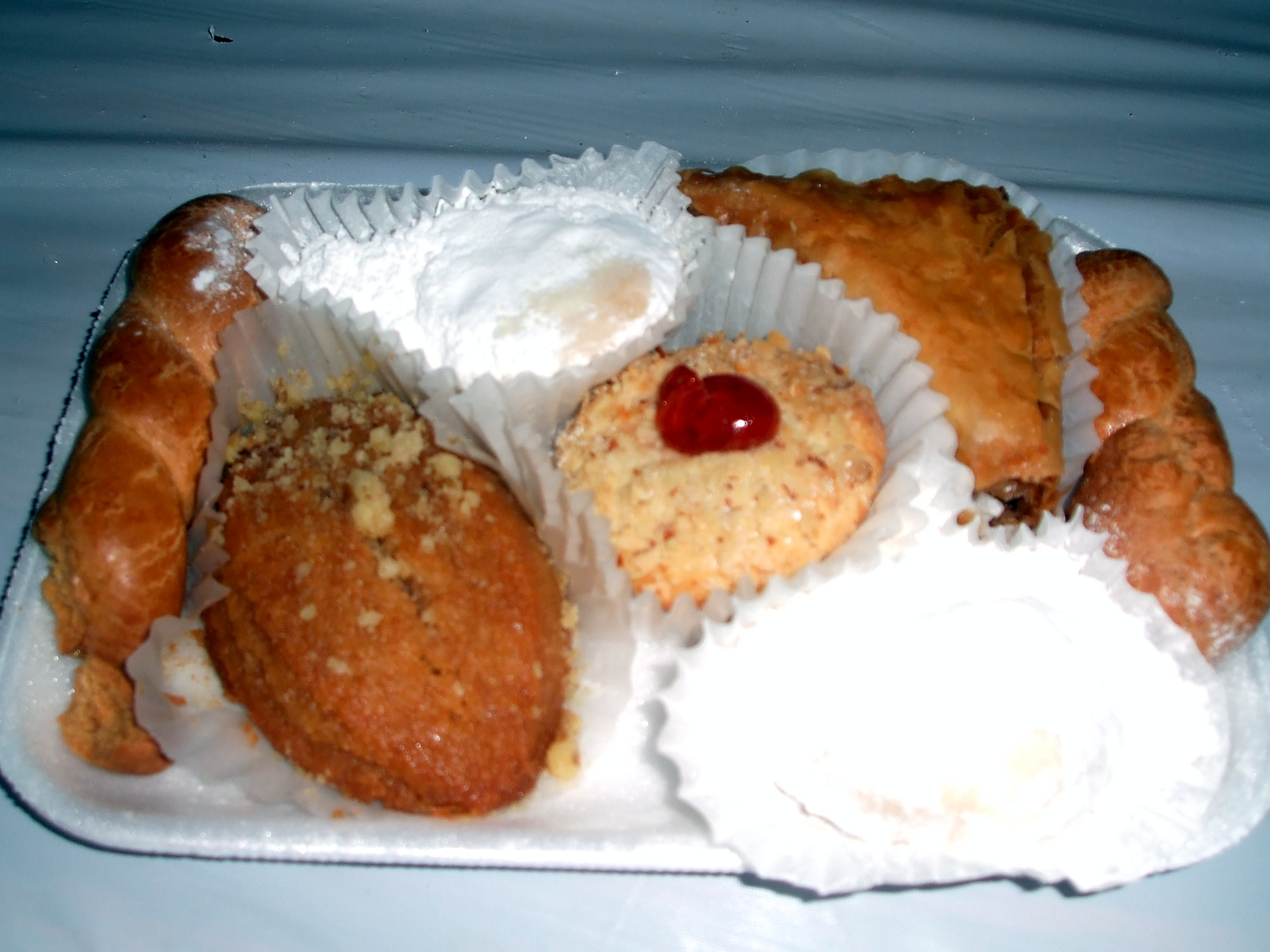
Alcuni dolci natalizi greci

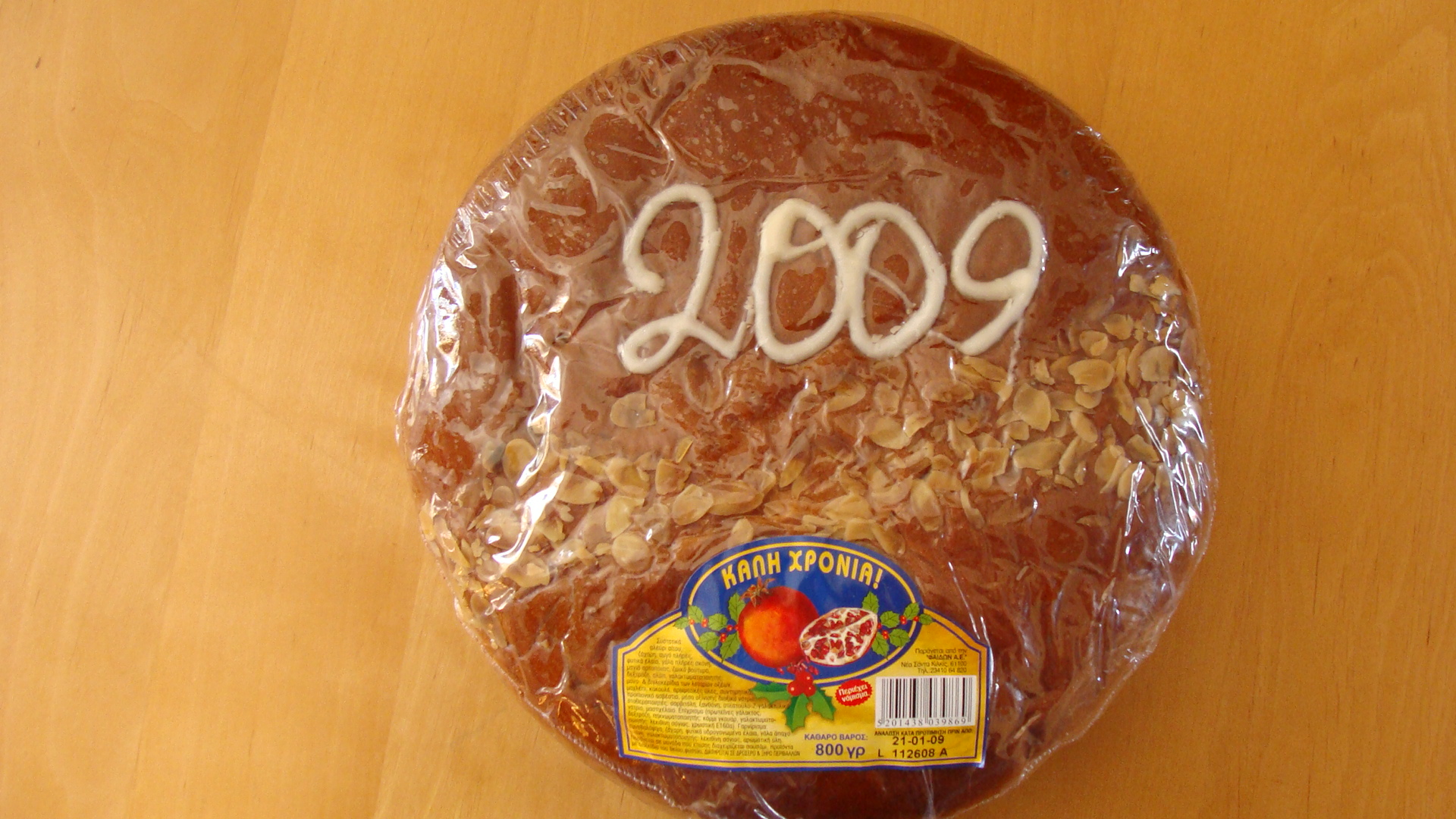
La vasilopita

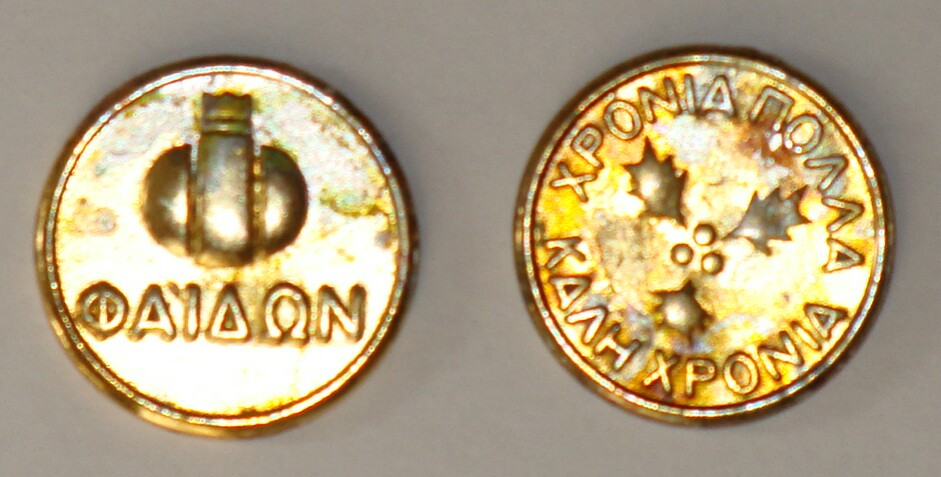
Monete che vengono nascoste nella vasilopita

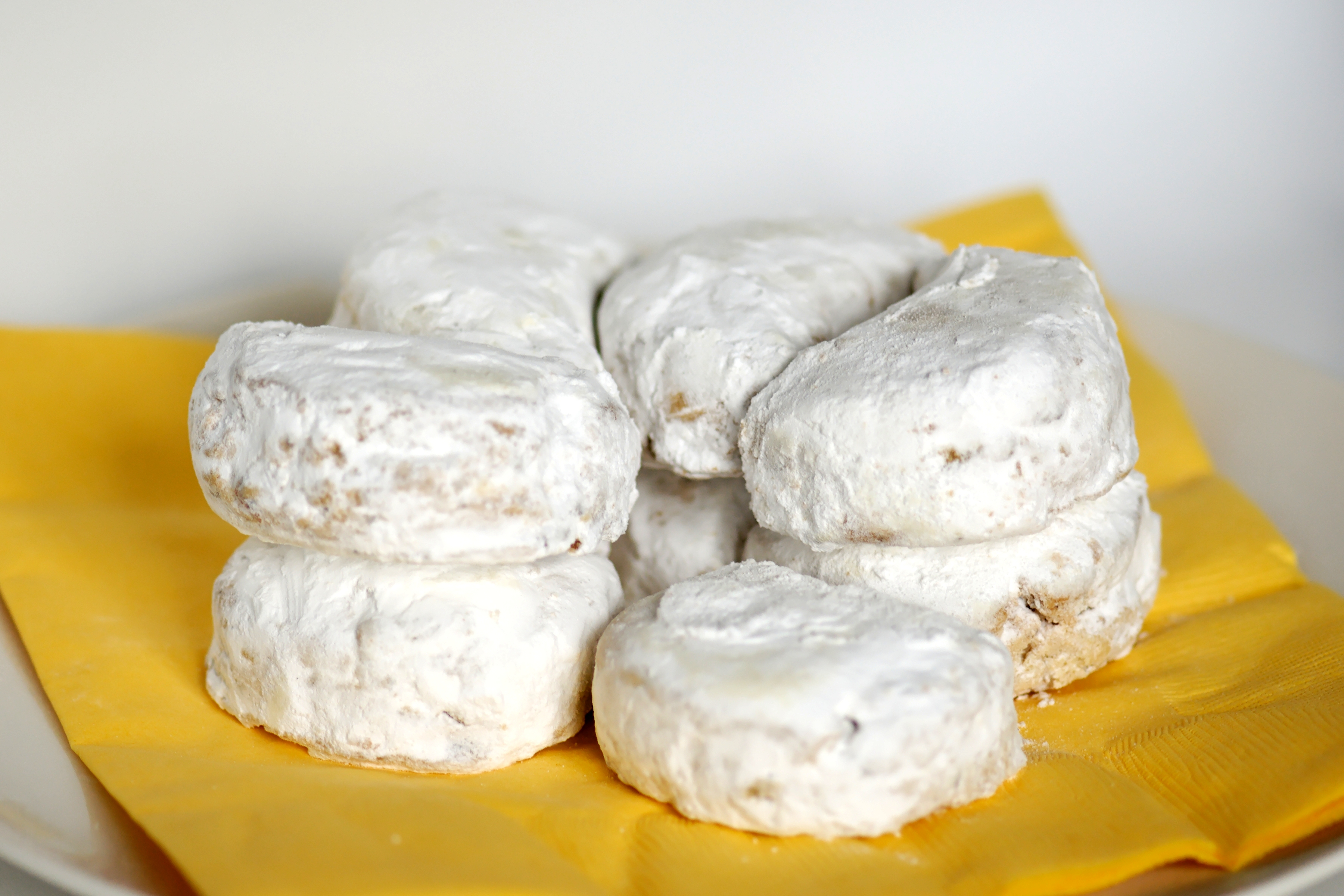
I kourabiedes

Piatti tipici del pranzo di Natale sono in genere la galopoula, un tacchino farcito con castagne, uvetta di Corinzio e noci o mandorle e il gourounopoulo psito, un porcellino arrosto condito con olio d'oliva.

### Dolci

#### Christopsomo
Tra i tipici dolci greci del periodo natalizio, vi è il Christopsomo (letteralmente "pane di Cristo"), una pagnotta rotonda dolce decorata con scene di vita familiare.

#### Vasilopita
Altro dolce tipico del periodo, in particolare del giorno di Capodanno, è la Βασιλόπιτα (vasilopita), ovvero "torta di San Basilio", una ciambellina a base di latte, burro e zucchero, al cui interno viene inserita una monetina che serve come buon auspicio per l'anno nuovo.

#### Kourabiedes
Dolci tipici del periodo natalizio in Grecia sono inoltre i κουραμπιέδες (kourabiedes), dei dolci a base di burro e mandorle, ricoperti con zucchero a velo.

#### Melomakarono
Altro dolce tipico è il μελομακάρονο (melomakarono), un dolce a base di noci e miele.

#### Loukoumades
Altri dolci tipici del periodo natalizio sono poi i loukoumades, dei dolci a forma di pallina impastati con del miele.

#### Diples
Altri dolci a base di miele e tipici dell'isola di Creta sono inoltre i Δίπλες (diples).

## Musica natalizia
Tipica tradizione greca del vigilia di Natale è quelle delle kalanda, dei canti natalizi intonati da bambini che vanno di casa in casa con in spalla un sacco e un bastone e che sono accompagnati da piccoli strumenti musicali come il trigono.

## Galleria d'immagini

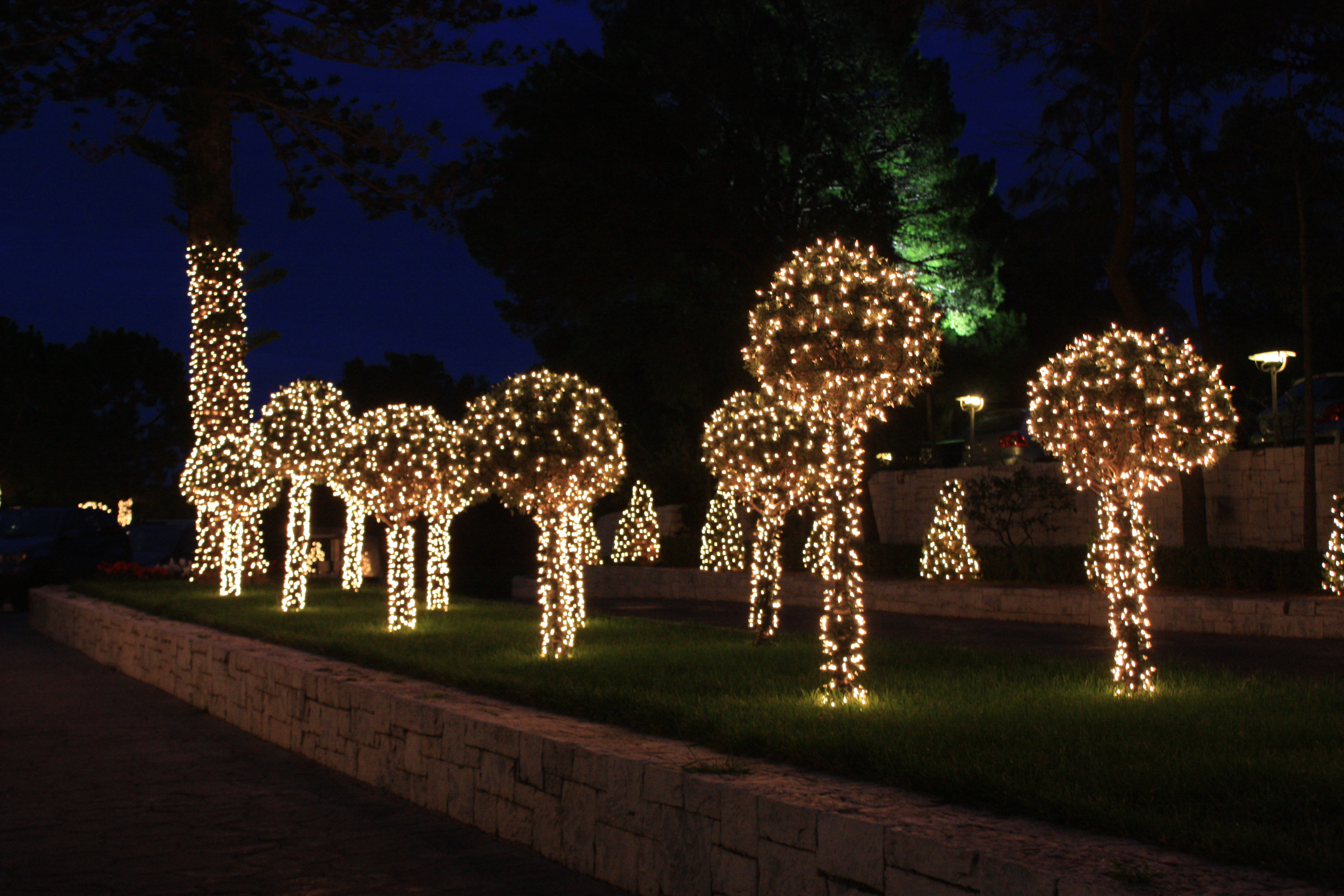
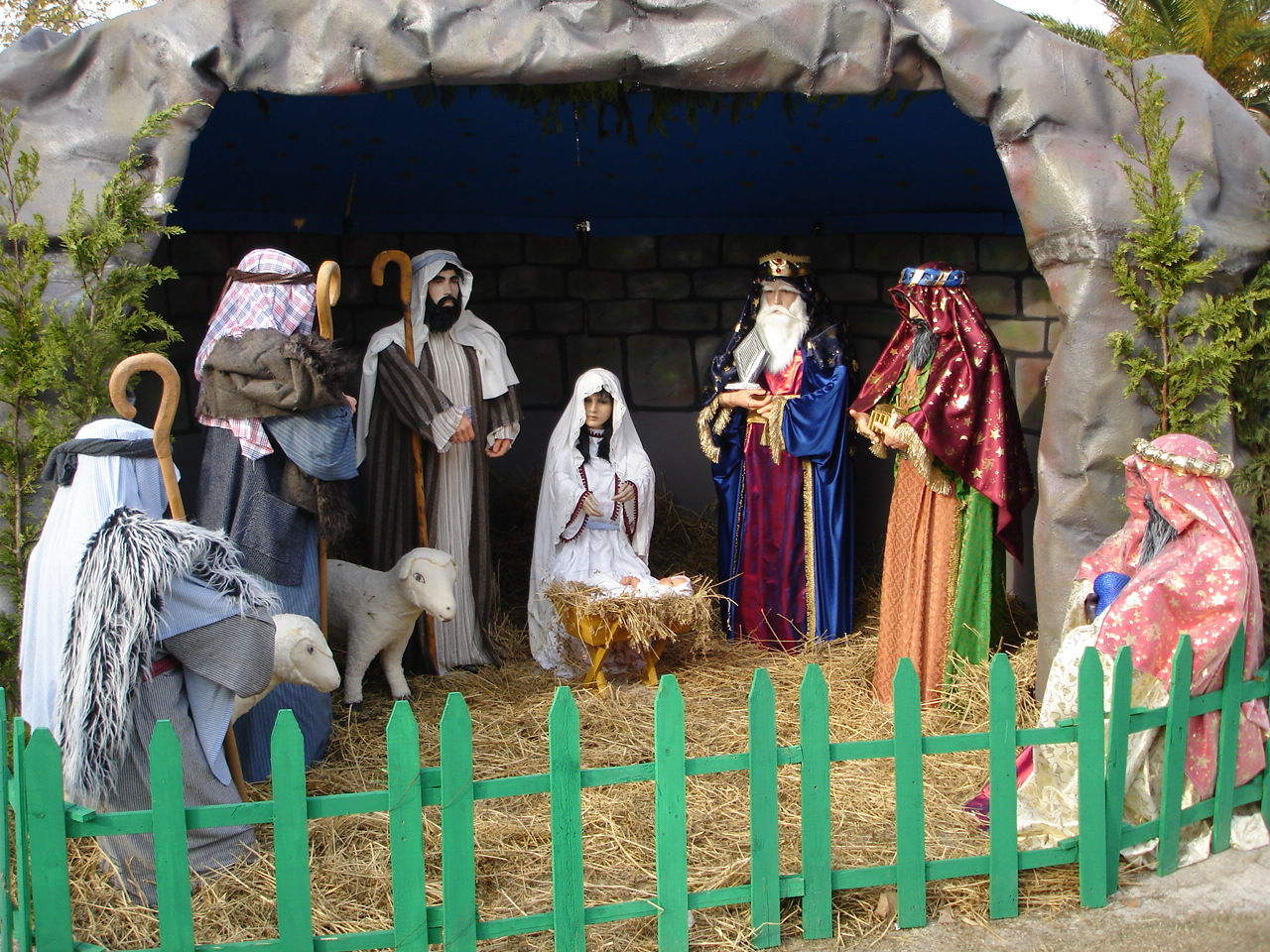
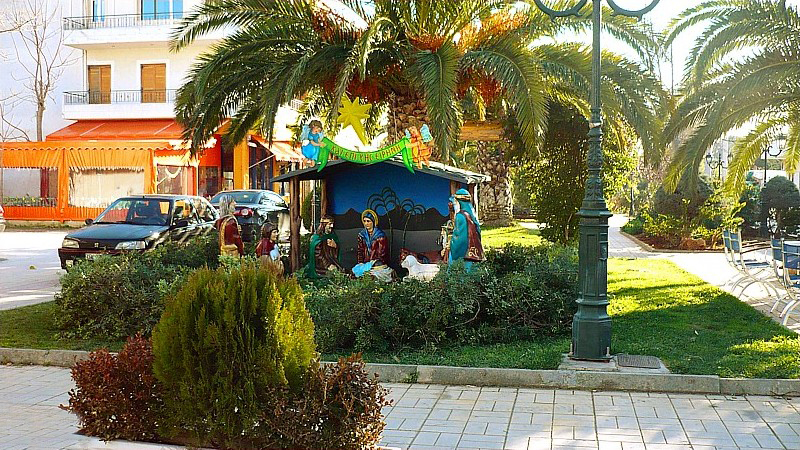
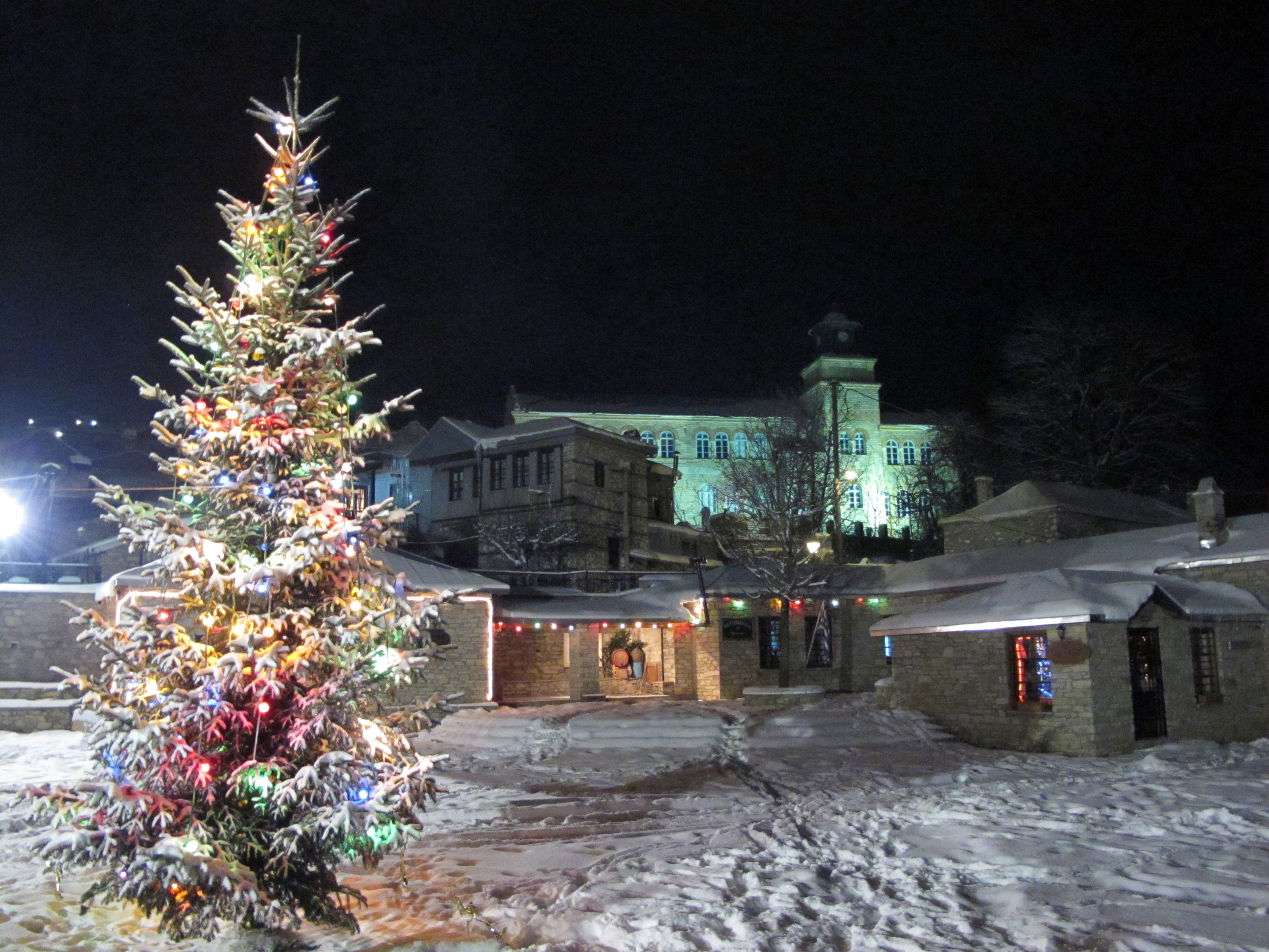